# 格奥尔格·科斯马拉
格奥尔格·科斯马拉（Georg Koßmala，1896年10月22日 - 1945年3月18日）是一位第二次世界大战期间的納粹德國德意志國防軍将领，曾获颁騎士鐵十字勳章並指揮第32步兵師。1945年3月18日，他在上西里西亚的格沃古韋克阵亡。